# Nati nel 1296
| Questa pagina contiene informazioni ricavate automaticamente dalle voci biografiche con l'ausilio del template Bio e di un bot. L'aggiornamento è periodico e automatico e ricostruisce completamente la pagina. Se manca una persona in questa lista, sei pregato di non aggiungerla, ma accertati piuttosto che la sua voce biografica contenga il template Bio e che i dati anagrafici siano correttamente compilati. Se il template Bio manca, inseriscilo tu stesso o, in alternativa, metti l'avviso {{tmp\|Bio}} che ne segnala la mancanza. Se i dati riportati sono sbagliati, correggi direttamente la voce biografica; le modifiche saranno visibili in questa lista entro pochi giorni. Per chiarimenti vedi il progetto biografie. La lista contiene solo le 9 persone che sono citate nell'enciclopedia e per le quali è stato implementato correttamente il template Bio. Pagina aggiornata al 10 ago 2025. |

- 21 febbraio - Margherita di Boemia, nobildonna boema († 1322)
- 12 agosto - Giovanni I di Boemia, re († 1346)
- 29 settembre - Giacomo d'Aragona, principe († 1334)
- 26 dicembre - Opicino de Canistris, scrittore e miniatore italiano
- Marjorie Bruce, principessa scozzese († 1316)
- Enrico de la Tour-du-Pin, vescovo cattolico francese († 1328)
- Gregorio Palamas, monaco cristiano e arcivescovo ortodosso bizantino († 1359)
- Shi Nai'an, scrittore cinese († 1372)
- Marquardo di Randeck, patriarca cattolico tedesco († 1381)